# 제이미 캐러거
제임스 리 덩컨 "제이미" 캐러거(영어: James Lee Duncan "Jamie" Carragher, 1978년 1월 28일 ~ )는 잉글랜드의 은퇴한 축구 선수로, 리버풀 FC의 센터백과 오른쪽 풀백으로 활약 했었다.
그는 오랜 기간 동안 한 클럽에서만 뛰어온 선수로, 어린시절에는 에버턴 FC의 팬이 었으나 리버풀 FC의 유소년 팀에 입단했고 1996년 FA 유스컵 우승의 주역으로 활약한 후 1996년에 1군 무대에 데뷔했다. 신체적인 능력이 특별히 뛰어나지는 않지만 빠른 순간 판단과 뛰어난 집중력을 앞세운 안정적인 수비를 보여준다. 또한, 수비진 전체가 90분 동안 집중력을 잃지 않도록 지휘하는 뛰어난 리더십과 투쟁심을 갖고 있어 리버풀 수비의 핵심적인 지휘자 역할을 담당하며 주장인 제라드와 함께 팀 내에 커다란 영향력을 미치는 선수다. 2008년 1월 15일, 홈에서 벌어진 FA컵 홈 경기 루턴 타운전에서 리버풀 소속으로 모든 대회를 통틀어 자신의 500번째 경기에 출장했으며, 그는 이 경기에서 주장으로 출전했다. 대뷔 이래 여러 포지션을 옮겨가며 활약 했는데 04/05 시즌 라파엘 베니테즈 감독이 리버풀에 도착한 후, 사미 휘피애의 파트너로써 센터백 위치에 자리잡기 전까지 팀의 필요에 따라 라이트 백, 레프트 백 또는 수비형 미드필더로까지 소화해내는 다재다능함을 보였다. 전 리버풀 감독인 제라르 울리에는 그를 풀백으로 기용했지만, 그는 풀백으로서 활동 범위가 너무 좁다는 비판을 받기도 했다. 2012-13시즌을 끝으로 리버풀에서 은퇴하였다.
현재는 데일리 메일과 계약해 신문에 칼럼을 기고하고 있으며, 스카이 스포츠 채널에 게리 네빌과 함께 축구 관련 프로그램도 진행하는 등 다양한 활동을 하고 있다.

### 클럽
리버풀 FC
- 프리미어리그 준우승 (2): 2001-02, 2008-09
- FA 컵 우승 (2): 2000-01, 2005-06
  - FA 컵 준우승 (1): 2011-12
- 풋볼 리그 컵 우승 (3): 2000-01, 2002-03, 2011-2012
  - 풋볼 리그 컵 준우승 (1): 2004-05
- 커뮤니티 실드 우승 (2): 2001, 2006
  - 커뮤니티 실드 준우승 (1): 2002
- UEFA 챔피언스리그 우승 (1): 2004-05
  - UEFA 챔피언스리그 준우승 (1): 2006-07
- FIFA 클럽 월드컵 준우승 (1): 2005
- UEFA 컵 우승 (1): 2000-01
- UEFA 슈퍼컵 우승 (2): 2001, 2005

## 같이 보기
- 원클럽맨 명단